# Leck (Adelsgeschlecht)

Wappen

Leck ist der Name eines niederländischen Adelsgeschlechts, das eine jüngere Linie des Adelsgeschlechts Wassenaer darstellt. Zwischen 1416 bzw. 1486 und 1712 stellten seine Angehörigen die Herren und Reichsgrafen von dem Bergh.

## Geschichte
Der Name geht zurück auf die Herrschaft Lek, gelegen am gleichnamigen Fluss. Stammvater des Geschlechts ist Otto von der Leck (ca. 1370–1428), ein Enkel mütterlicherseits des Herrn Otto von Lippe. Otto von der Leck heiratete um 1395 Sophie, die Erbtochter Friedrichs III. von dem Bergh aus dem Haus de Monte. Dadurch ging das Land von dem Bergh an ihn und sein Geschlecht über, weshalb er sich in die Liste der Grafen von dem Bergh einreiht. Zum Stammsitz wurde entsprechend das Huis Bergh, ein Schloss in ’s-Heerenberg in der Provinz Gelderland. Die Familie führte in der Folge ein Wappen mit vier Feldern, von denen jeweils zwei eine abgewandelte Form des wassenaerschen Wappens mit den drei liegenden, wachsenden Halbmonden und das Wappen des Landes von dem Bergh zeigen.
Mit Oswald I. von dem Bergh wurde dem Geschlecht 1486 von Kaiser Friedrich III. der Reichsgrafentitel zuerkannt. Am 20. Juni 1712 starb mit Oswald IV. von Berg-s’-Heerenberg der letzte Nachkomme des Hauses Leck im Mannesstamm. Das Erbe trat seine Schwester Maria Clara von Berg-s’-Heerenberg an. Bedingung dafür war, dass der Besitz und Name des Hauses auf ihren Enkel Franz Wilhelm übergehen sollten, der damit 1712 als Siebenjähriger der nächste Graf von Berg wurde. Seither unterstand das Land von dem Bergh dem Haus Hohenzollern-Sigmaringen.

## Familienmitglieder
- Oswald I. von dem Bergh (1442–1506), regierender Graf von dem Bergh
- Wilhelm IV. von dem Bergh (1537–1586), regierender Graf von dem Bergh
- Hermann von dem Bergh (1558–1611), regierender Graf von dem Bergh
- Friedrich IV. von dem Bergh (1559–1618), Offizier während des Achtzigjährigen Kriegs, regierender Graf von dem Bergh
- Oswald III. von dem Bergh (1561–1586), Offizier während des Achtzigjährigen Kriegs
- Heinrich von dem Bergh (1573–1638), Markgraf von Bergen op Zoom und Herr von Stevensweerd, spanischer General
- Elisabeth von Bergh-s’Heerenberg (1581–1614), Fürstäbtissin des Stifts Essen und Äbtissin anderer Klöster
- Éléonore de Bergh (1613–1657), Herzogin von Bouillon und Fürstin von Sedan
- Maria Clara von Berg-s’Heerenberg (1635–1715), Fürstin und Regentin von Hohenzollern-Sigmaringen